# Какердая
Какердая (ест. Kakerdaja) — болото в системі верхових боліт центральної Естонії. Розташоване у волості Ярва, на межі повіту Ярвамаа з повітом Гар'юмаа, за 70 кілометрів від Таллінна.

## Географія
Болото розташоване в басейні річки Ягали, на висоті — 75 метрів над рівнем моря. Територія болота входить до складу природного парку Кирвемаа. Площа болота становить 2400 гектарів (24 км²).
У центрі болота розташоване озеро Какерді (Какердая) площею 6,7 га. Глибина озера 5 метрів, береги круті, торф'яні. Дно вкрите торфовими відкладами.
Болото розташоване на території торфорозробок Епу-Какерді, але на території самого болота торф не видобувається.
Фауна: лебідь, сивка звичайна, чорношия гагара, малий підорлик, болотна білоноска, живородна ящірка та ін.
Флора: росичка, пухівка, чорниця, брусниця та ін.
Територією болота проходить туристична стежка протяжністю 7 км.

### Епу-Какерді
Епу-Какерді — родовище торфу національного значення, яке лежить на території повітів Гар'юмаа, Ярвамаа і Рапламаа. Площа родовища становить близько 25 000 га. На території родовища розташовано 9 боліт.

## Галерея

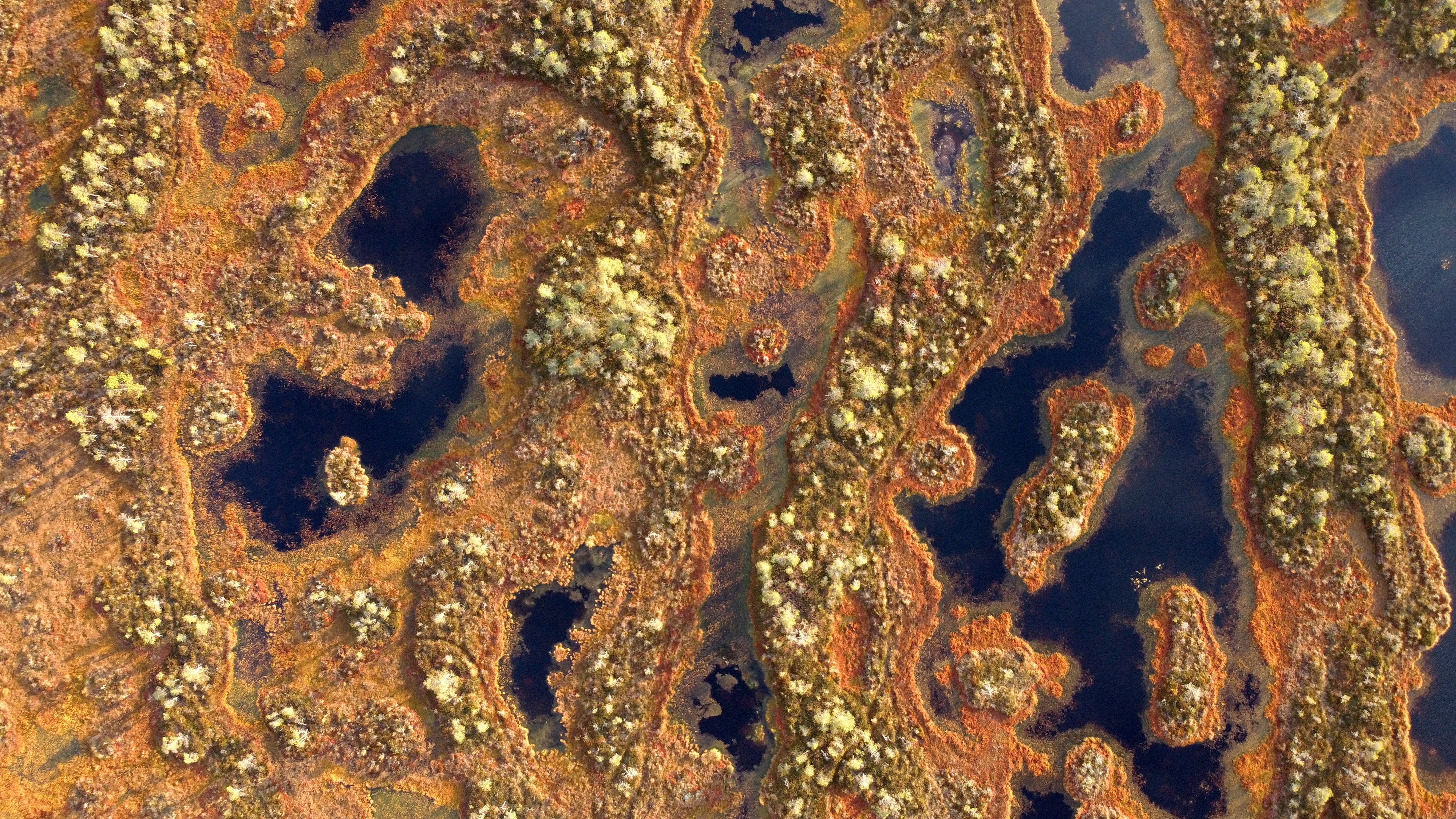
Болото з висоти пташиного польоту
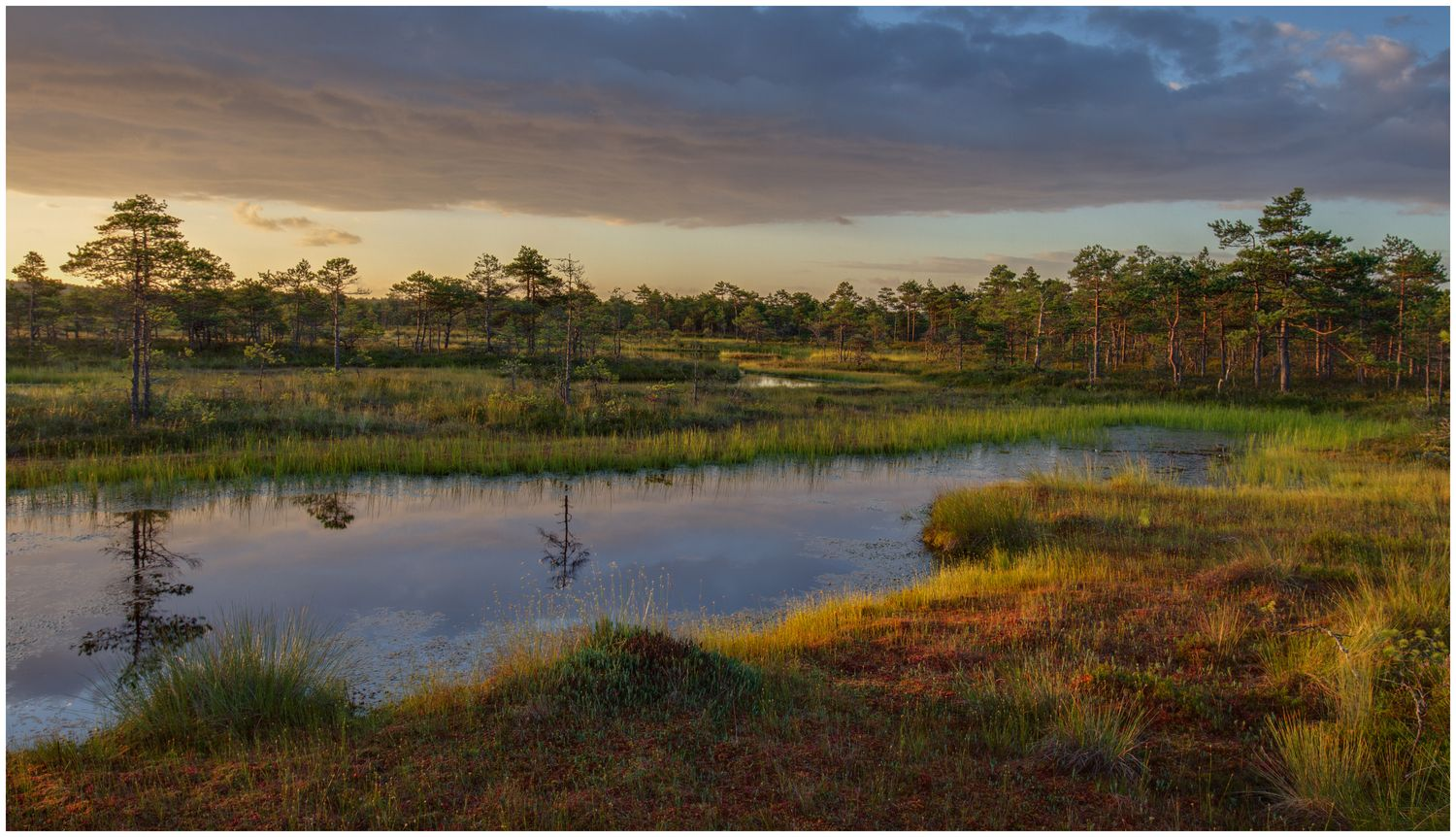
Болото рано вранці
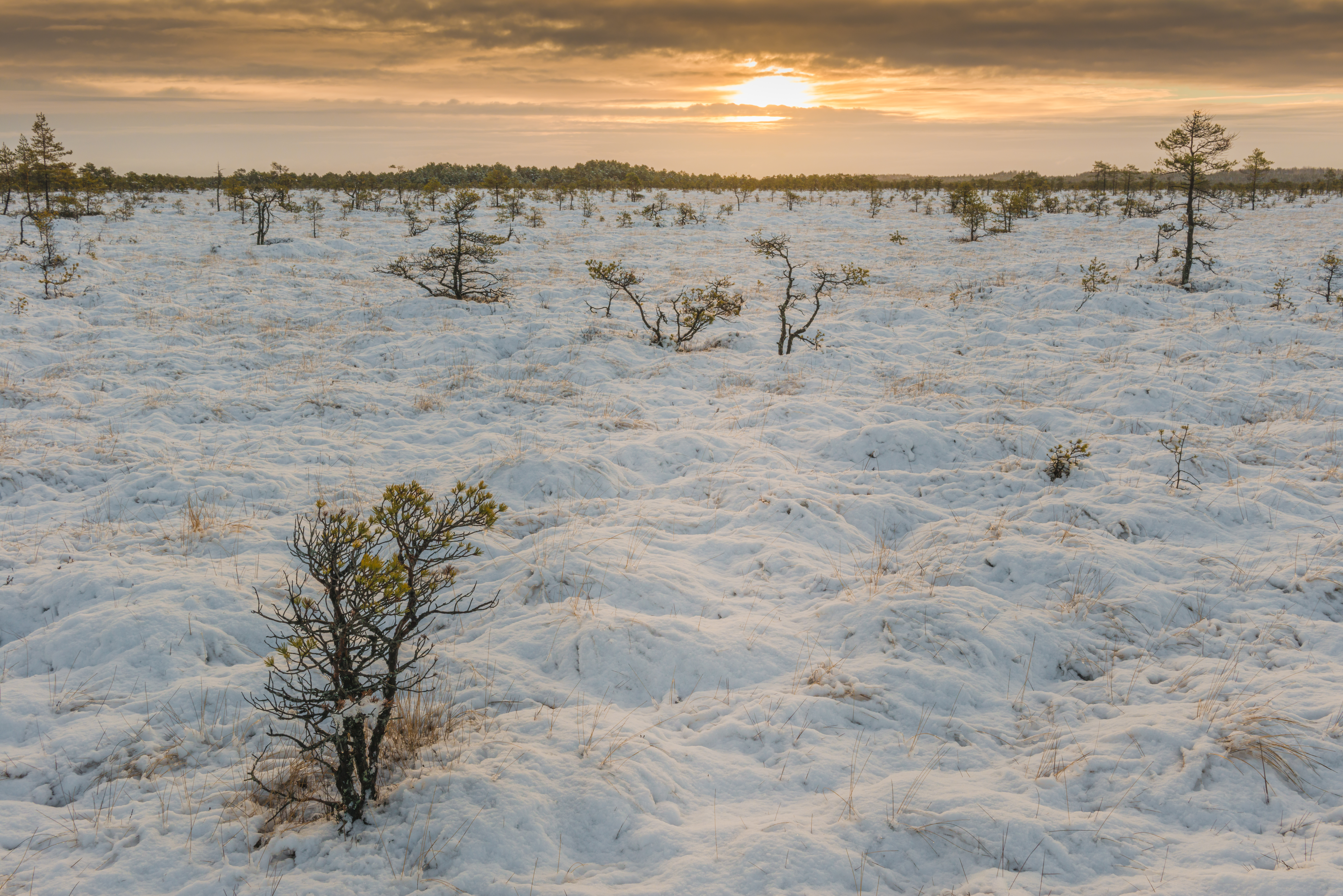
Болото взимку
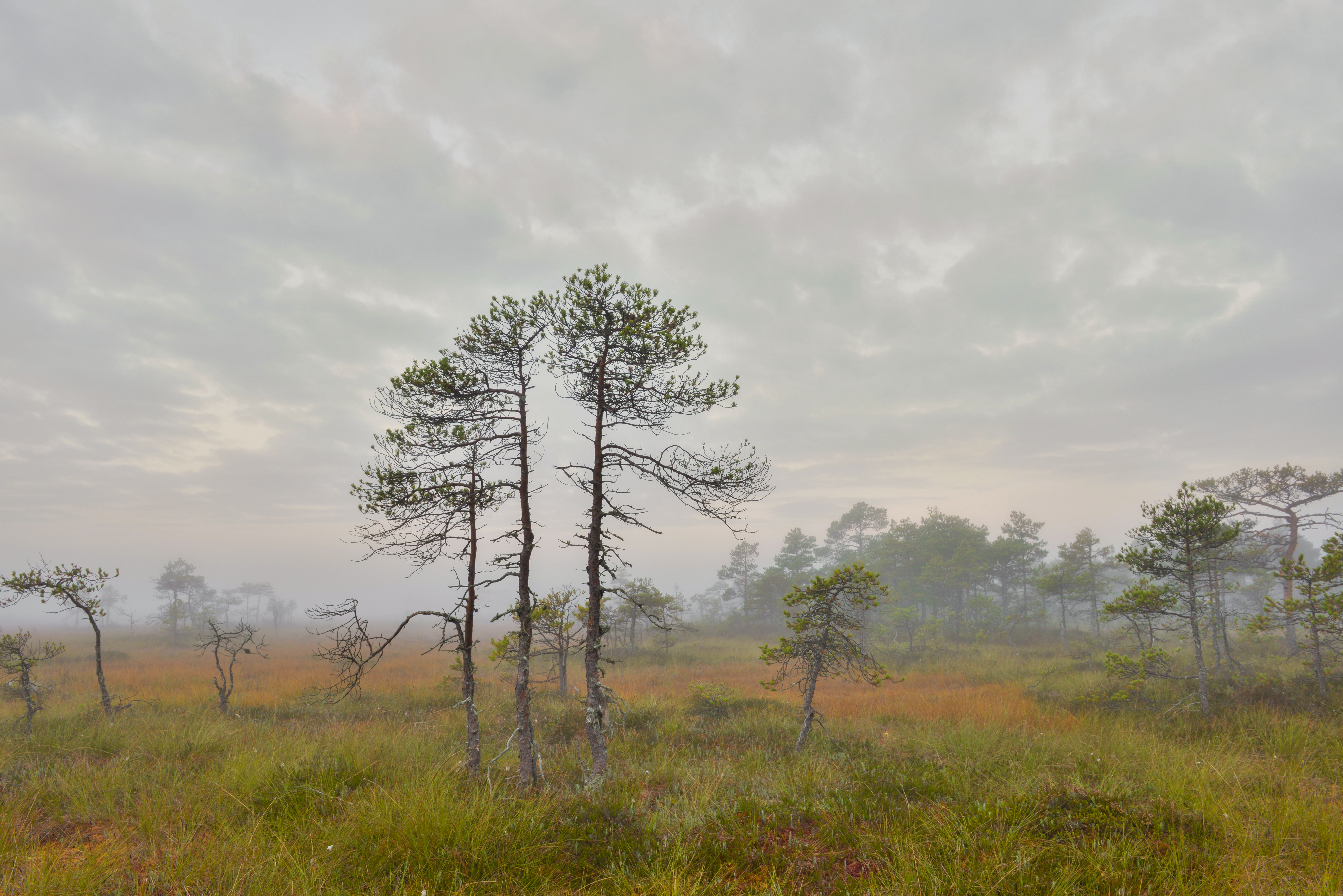
Сосни на болоті
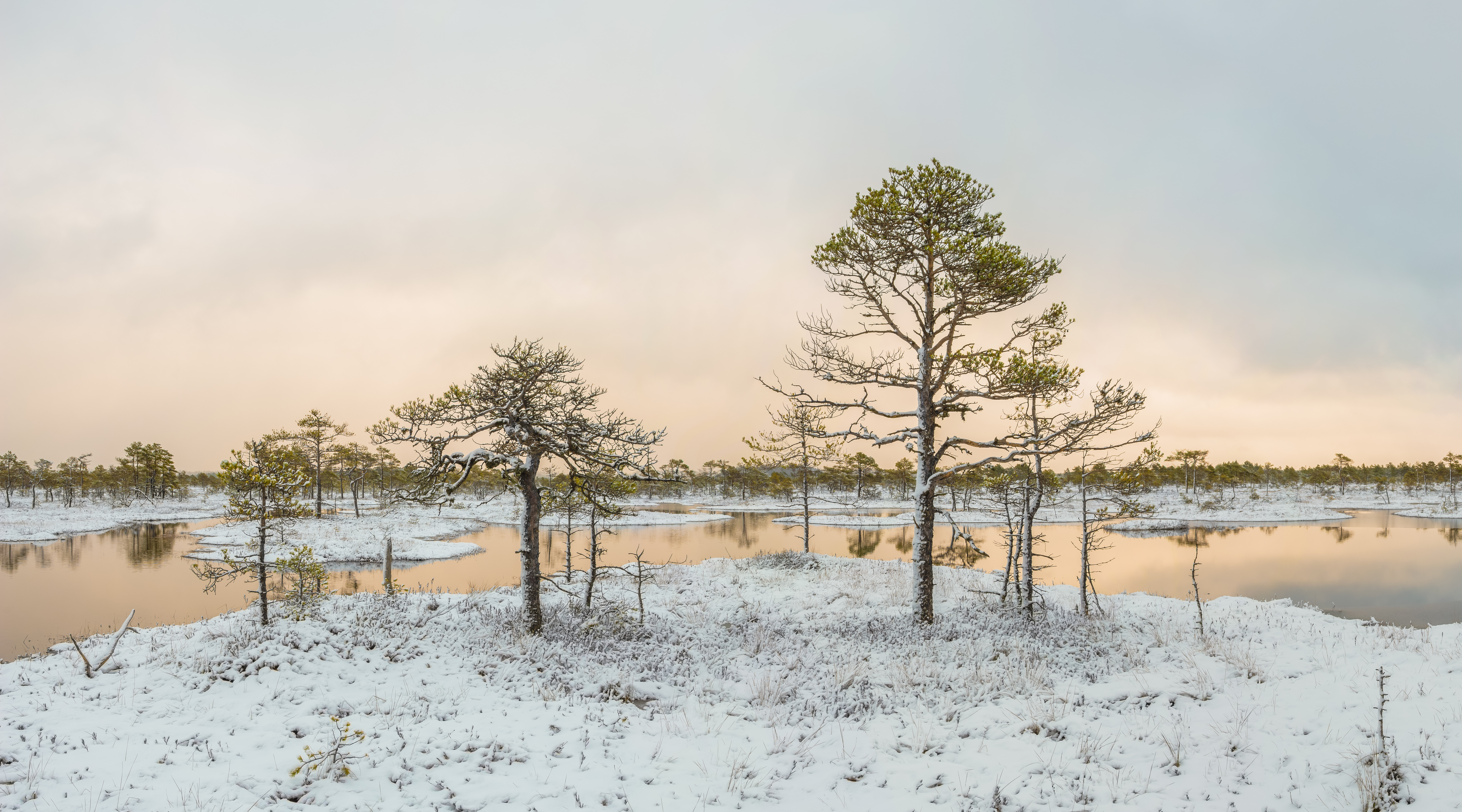
Сосни взимку
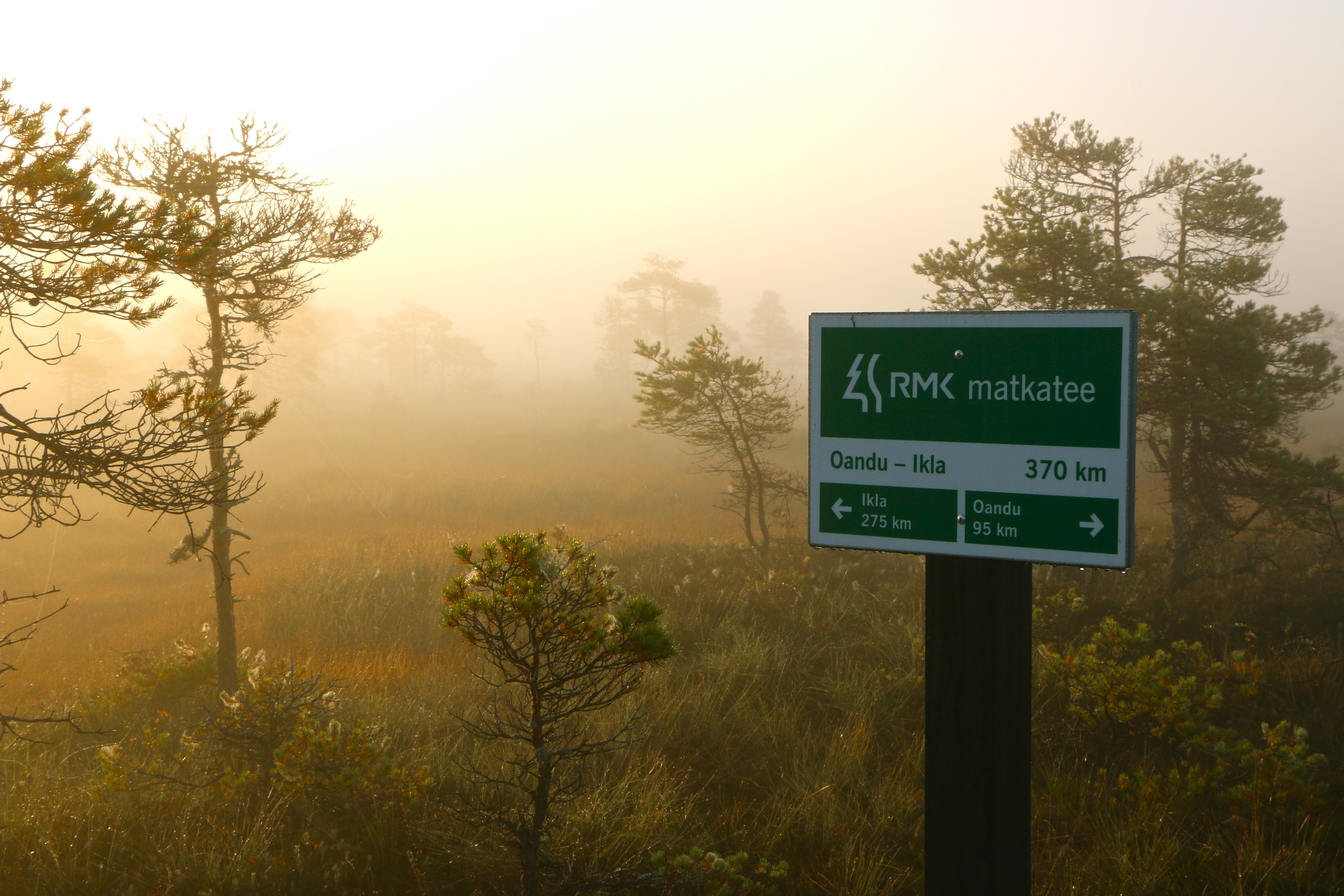
Вказівники на болоті
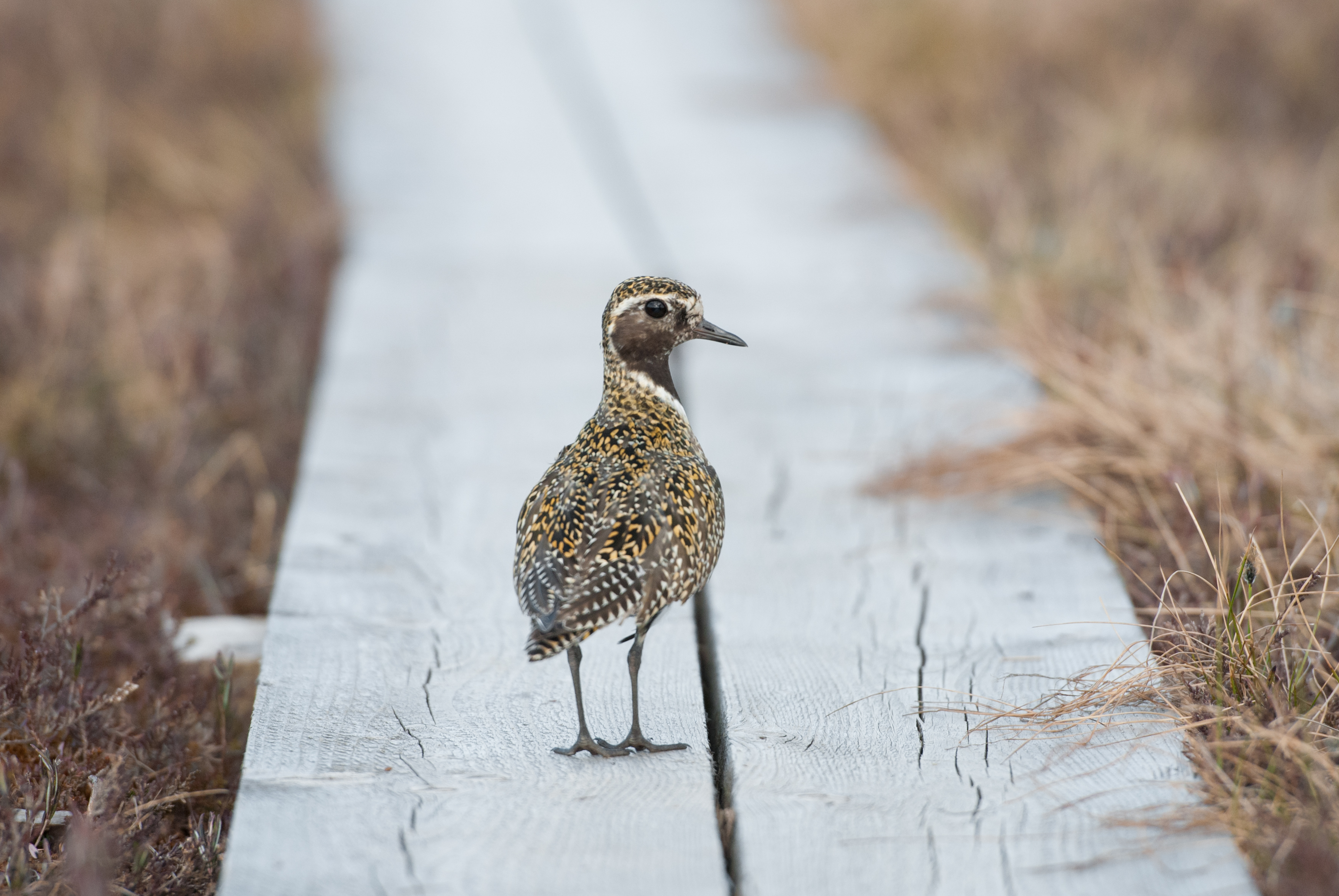
Фауна. Сивка золотиста
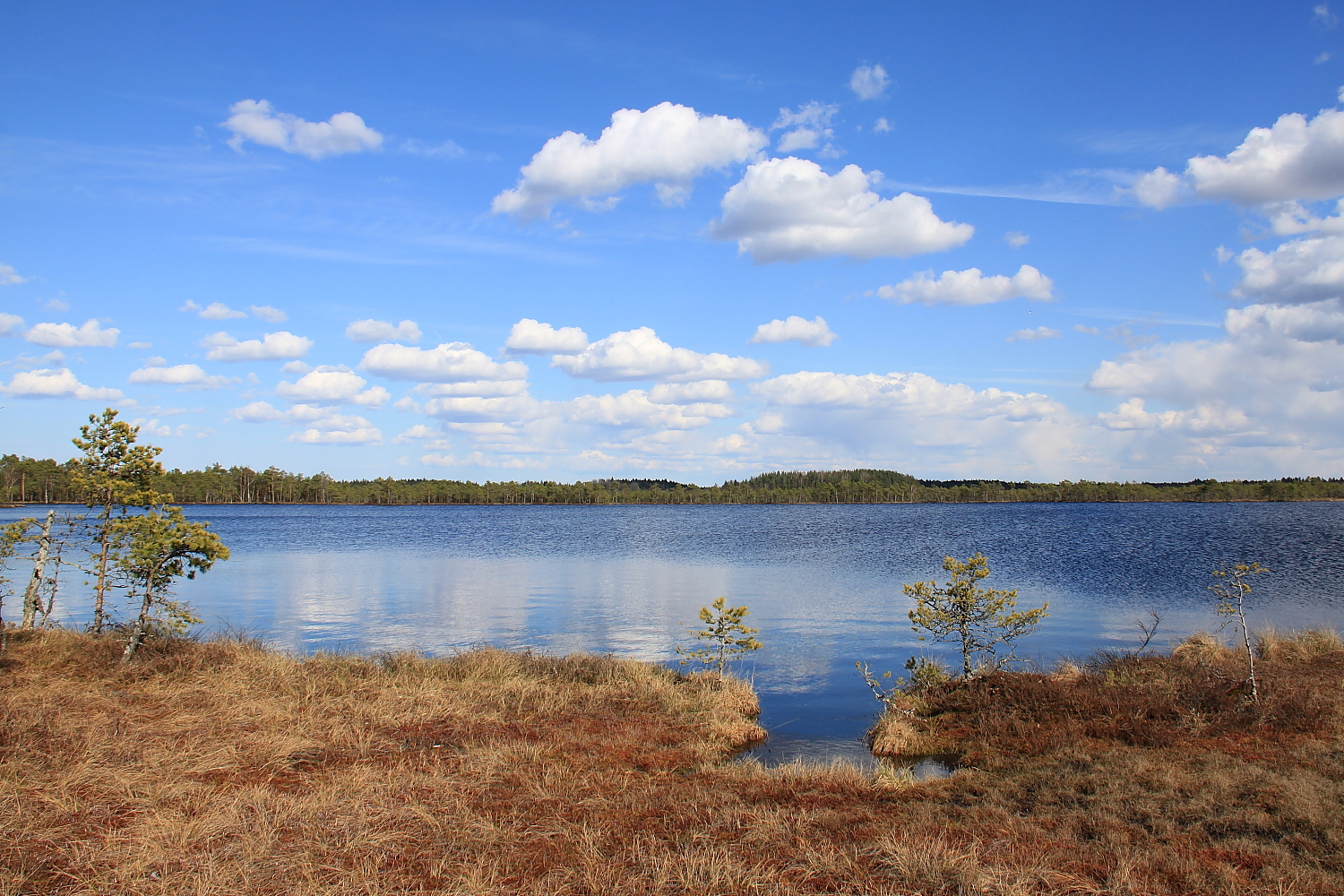
Озеро Какерді
- Відео з дрона болота
- Північна сторона болота
- Озеро Какерді і болото